# ۱۳۴۳ (میلادی)
۱۳۴۳ (میلادی) هزار و سیصد و چهل و سومین سال تقویم میلادی است.

## زادگان
- جفری چاوسر نویسندهٔ انگلیسی

‎